# آسترید سوربیک
 آسترید سوربیک (انگلیسی: Astrid Suurbeek؛ زادهٔ ۱۵ فوریهٔ ۱۹۴۷) یک تنیس‌باز اهل هلند است.